# Melitaea alternans
Melitaea alternans är en fjärilsart som beskrevs av Adalbert Seitz 1908. Melitaea alternans ingår i släktet Melitaea och familjen praktfjärilar. Inga underarter finns listade i Catalogue of Life.